# Sportpark Faas Wilkes
Sportpark Faas Wilkes is een sportpark in Rotterdam-Zevenkamp. Het is het sportpark waar XerxesDZB haar thuiswedstrijden speelt. Het sportpark heeft tijdens de opening van het vernieuwde complex op zaterdag 27 november 2010 haar naam gekregen en droeg eerst de naam Sportpark Wollefoppen. Het sportpark is vernoemd naar de legendarische voetballer Faas Wilkes die zijn voetbalcarrière begon en eindigde bij RFC Xerxes
Het sportpark telt vier speelvelden en twee pupillenvelden. Alle volledige speelvelden zijn voorzien van een lichtinstallatie. Het nieuwe hoofdveld is een kunstgrasveld van de nieuwste generatie. Het kunstgrasveld is aangelegd door BAM Nooteboom Sport in de zomer van 2010. Het sportpark is met de steun van Sport & Recreatie Rotterdam aangelegd en ontworpen door architect Rien de Groot van LG Architecten.
Het sportpark heeft een  tribune. De vereniging had een stoeltjesactie opgezet en probeerde op deze manier de tribune te realiseren.